# Frank Gehry
Frank Owen Gehry, geboren als Frank Owen Goldberg, (Toronto, 28 februari 1929) is een Canadees-Amerikaans architect.

## Levensloop
Gehry behaalde zijn graad in de architectuur aan de University of Southern California in 1954. Sinds 1962 leidt Gehry een eigen bureau in Los Angeles: Frank O. Gehry Associates.
Tussen 1958 en 1991 was Gehry bijna uitsluitend werkzaam in Californië. De belangrijkste bouwwerken van enige omvang uit die periode staan in (en in de buurt van) Los Angeles, zoals de campus van de Loyola Law School (1978-2002), het California Aerospace Museum (1984, nu gesloten) en de Binoculars Building (1985-1991).
Gehry's oudste Europees gebouw, het Vitra Design Museum (1989), bevindt zich in Weil am Rhein (Duitsland, vlak bij Bazel). In de jaren negentig werden nog meer gebouwen in Europa opgericht: het American Center (1994) in Parijs dat is opgetrokken in een meer eenvoudige vormgeving en dat sinds 2005 de Cinémathèque Française herbergt, sociale woningbouw in Frankfurt-Schwanheim (1994), het Dansende Huis (1996) van de ING in Praag en het gebouwencomplex Neuer Zollhof (1999) in Düsseldorf (Duitsland). In de Verenigde Staten verrezen toen onder meer het Weisman Art Museum (1993) in Minneapolis en het Team Disney Anaheim (1995) in Anaheim.
Spraakmakend is zijn Guggenheim Museum (1999), in het Spaanse Bilbao, dat verrees op een voormalig haventerrein bij de oude binnenstad waaraan de schaal en de textuur van het museum is aangepast. Opvallend aan dit ontwerp is het gebruik van geavanceerde computerprogramma's en het sculpturale metalen dak.
Uit het begin van de 21e eeuw dateren onder meer het Experience Music Project (2000) in Seattle, de Gehry Tower (2001) in Hannover (Duitsland), de Walt Disney Concert Hall (2003) in Los Angeles en de BP Bridge (2004), een voetgangersbrug in Chicago.
Andere recente verwezenlijkingen zijn onder meer het gebouw van het MARTa Herford (2005) in Herford (Duitsland), de Beekman Tower (2011), een wolkenkrabber vlak bij Brooklyn Bridge (New York), het gebouw dat het museum Fondation Louis Vuitton (2014) huisvest in Parijs en het Biomuseo (2014) in Panama-Stad (Panama). De eerste Australische realisatie was de Dr Chau Chak Wing Building, ook uit 2014.
Gehry ontwerpt ook meubels, waaronder kartonnen stoelen en in de jaren negentig, naar het voorbeeld van Michael Thonet, stoelen uit gebogen houten latten.
Hij behaalde meerdere hoge onderscheidingen zoals de prestigieuze Pritzker Prize (1989) en de National Medal of Arts (1998).

## Fotogalerij

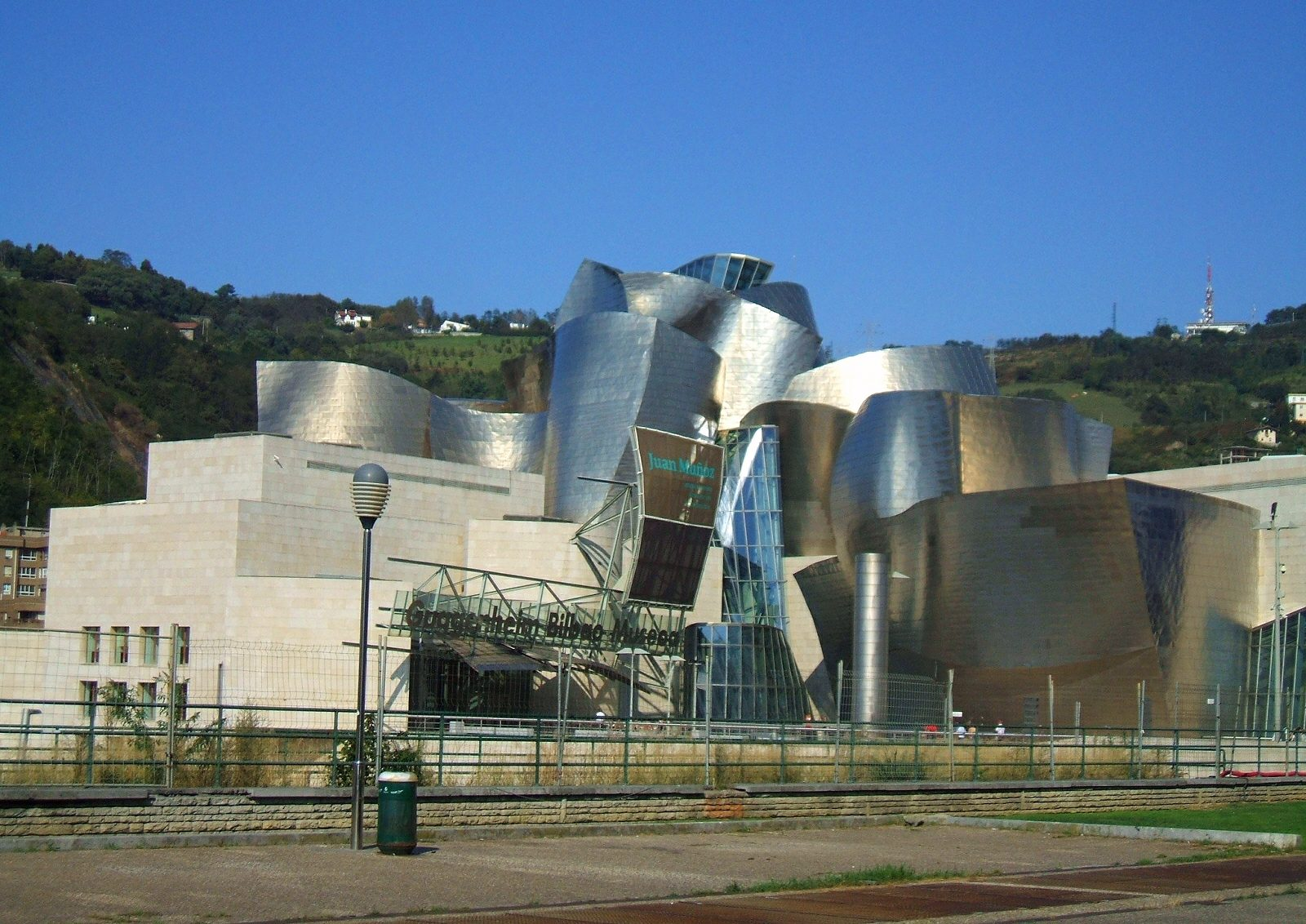
Het Guggenheim Museum in Bilbao
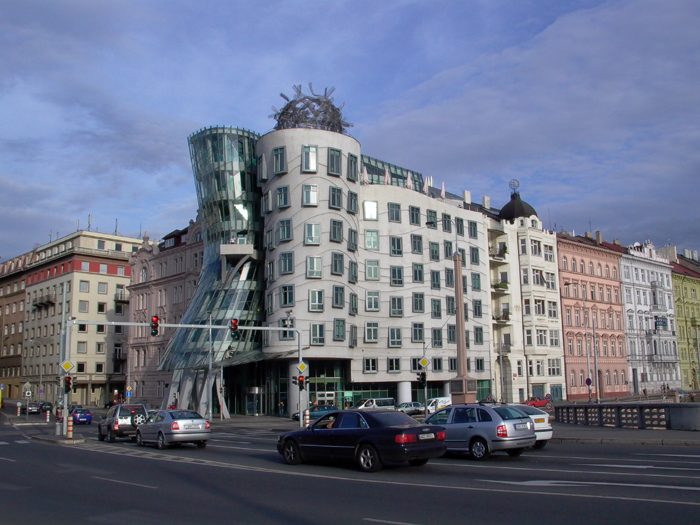
Het Dansende Huis in Praag
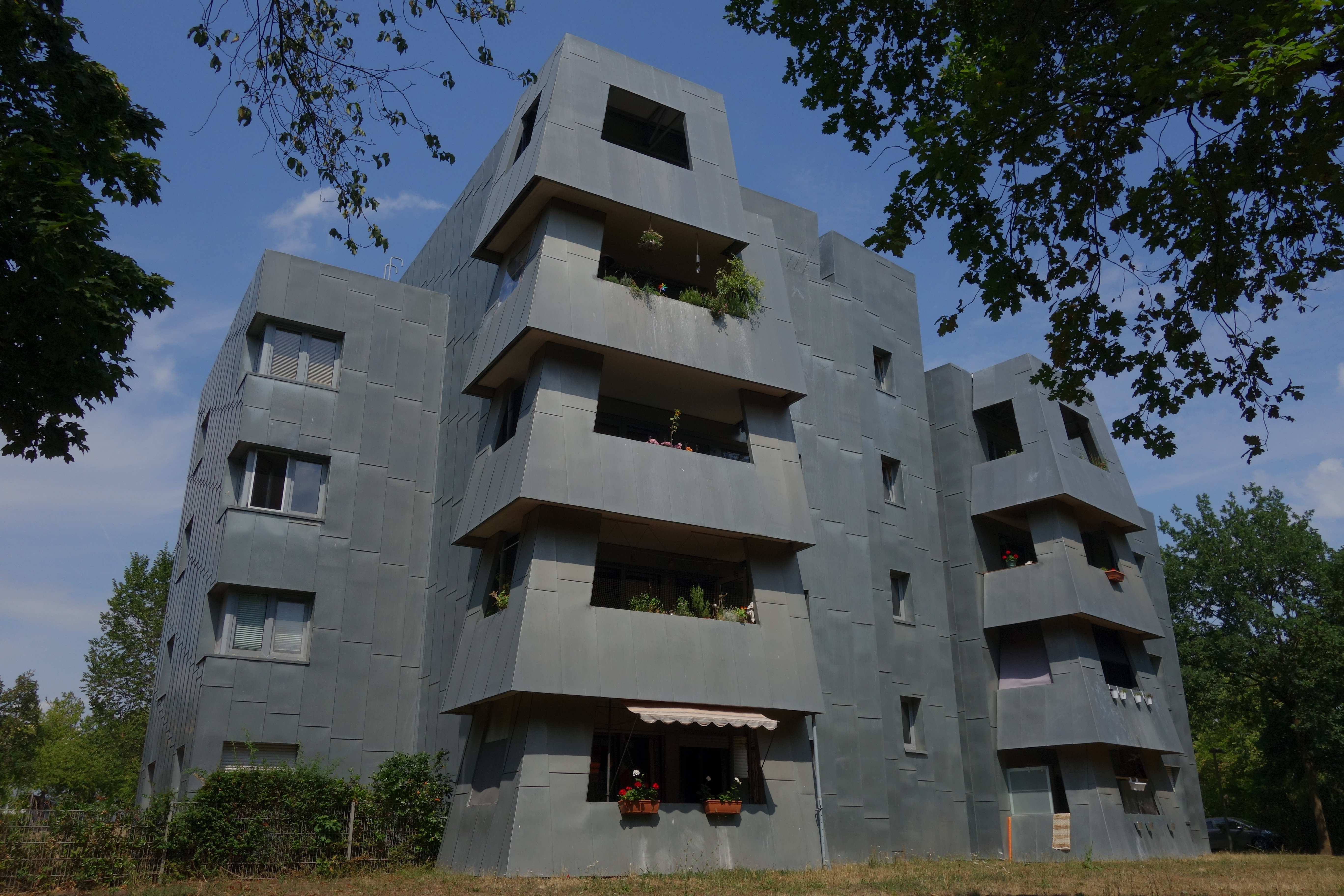
Sociale woningbouw in Frankfurt-Schwanheim
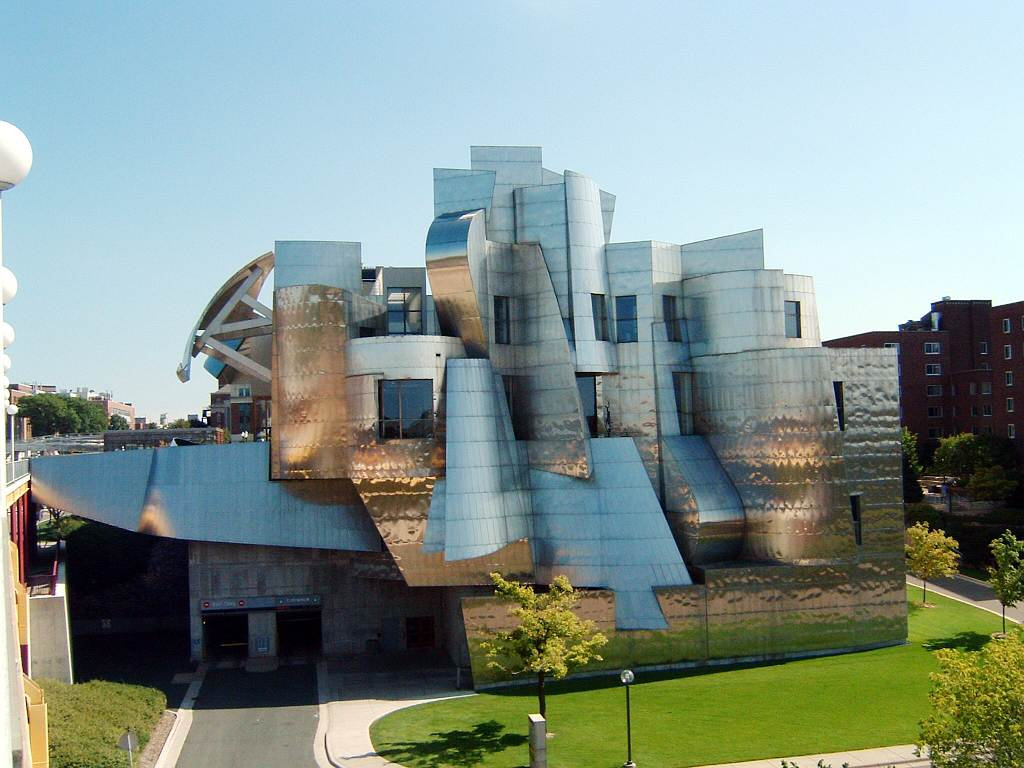
Het Weisman Art Museum in Minneapolis
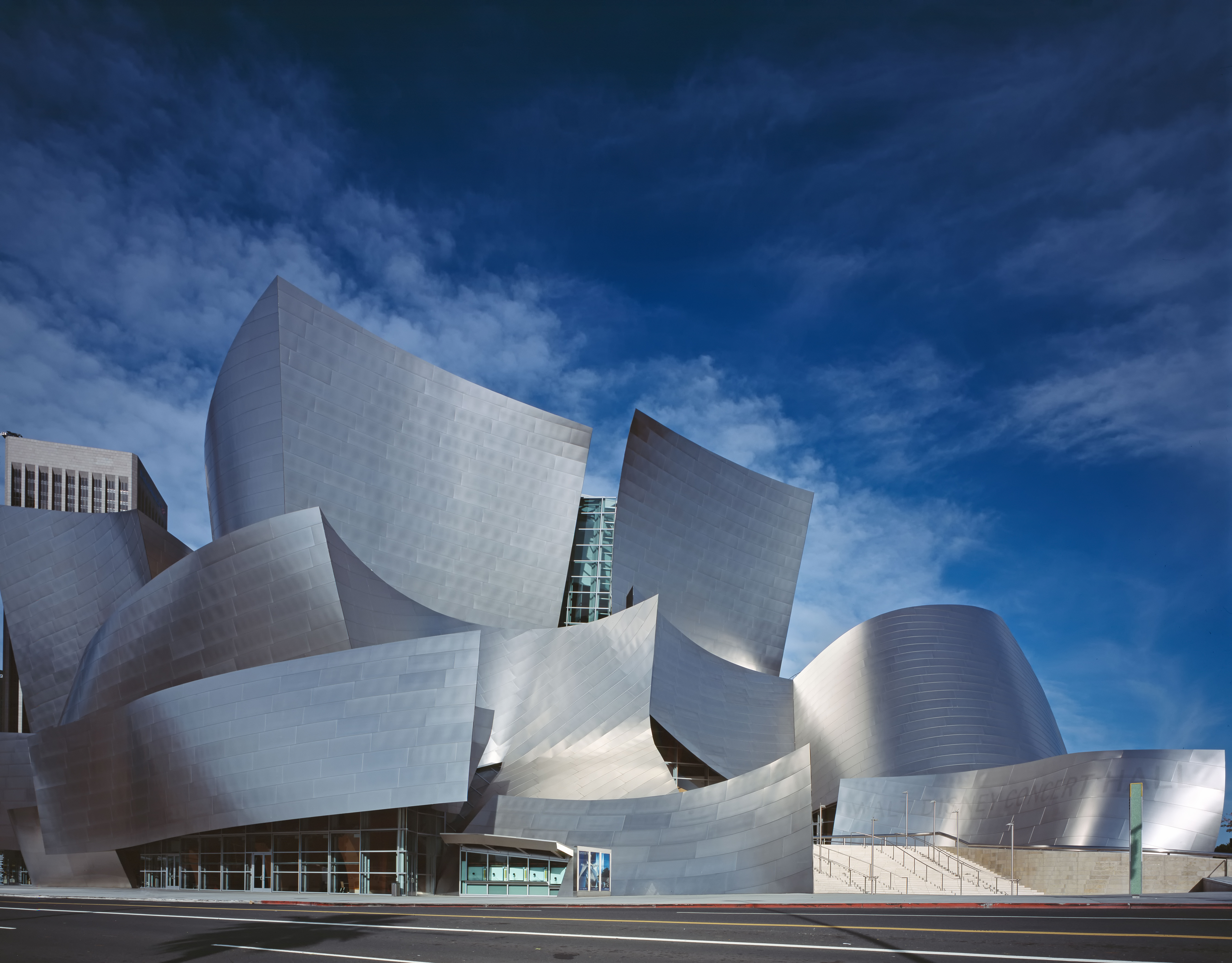
Walt Disney Concert Hall, het concertgebouw van Los Angeles.
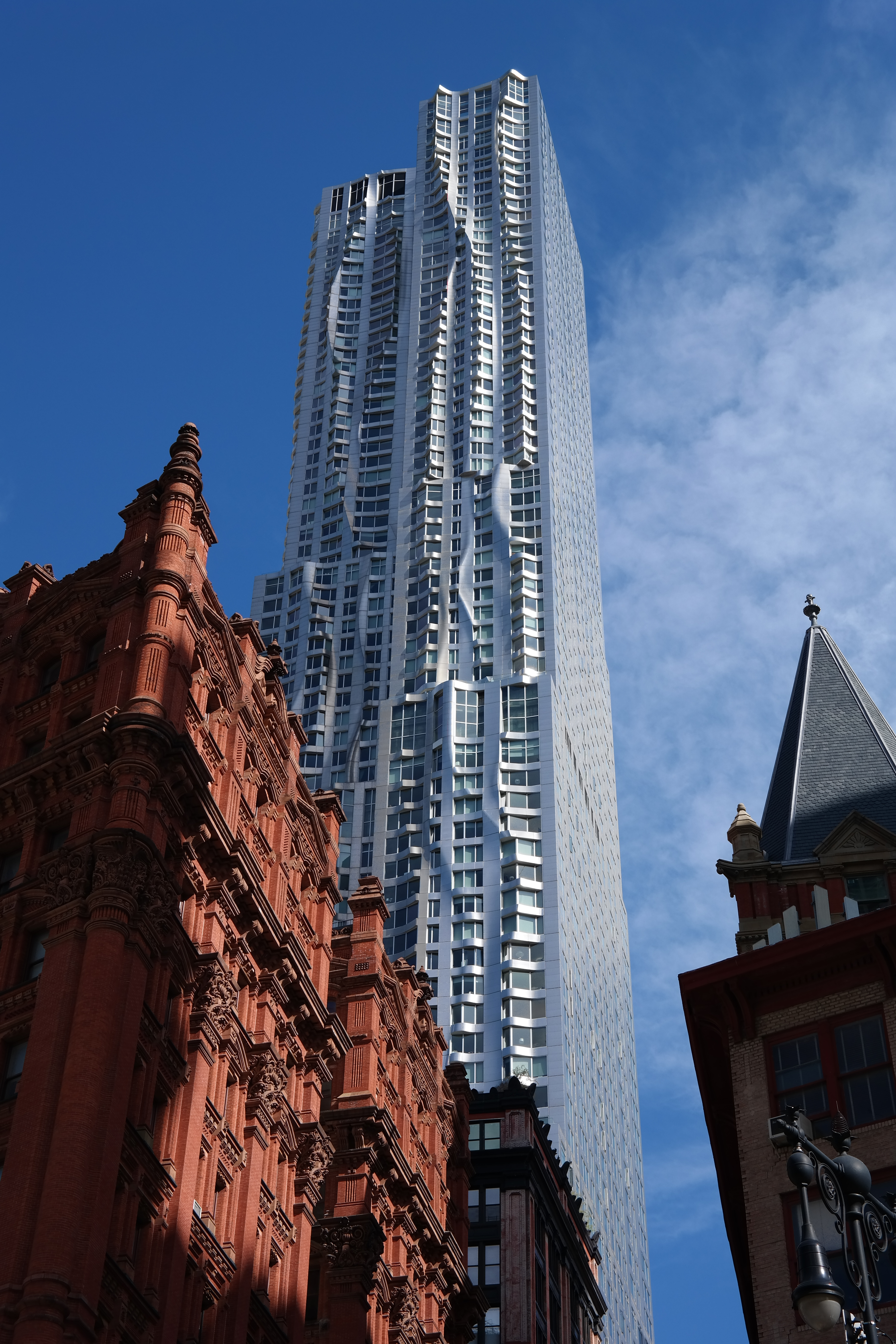
Beekman Tower (8 Spruce Street), New York
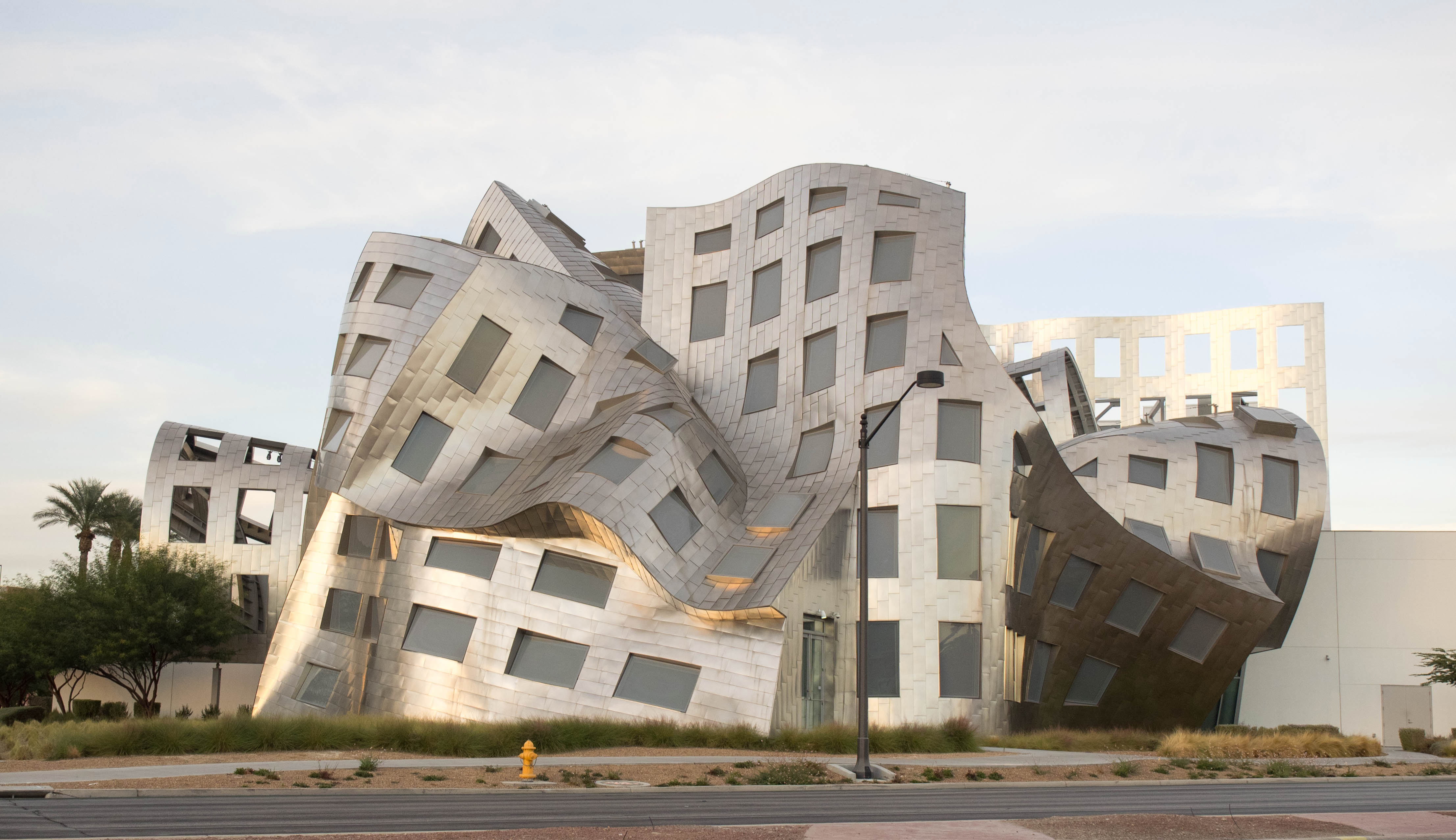
Lou Ruvo Center for Brain Health, Cleveland Clinic in Las Vegas
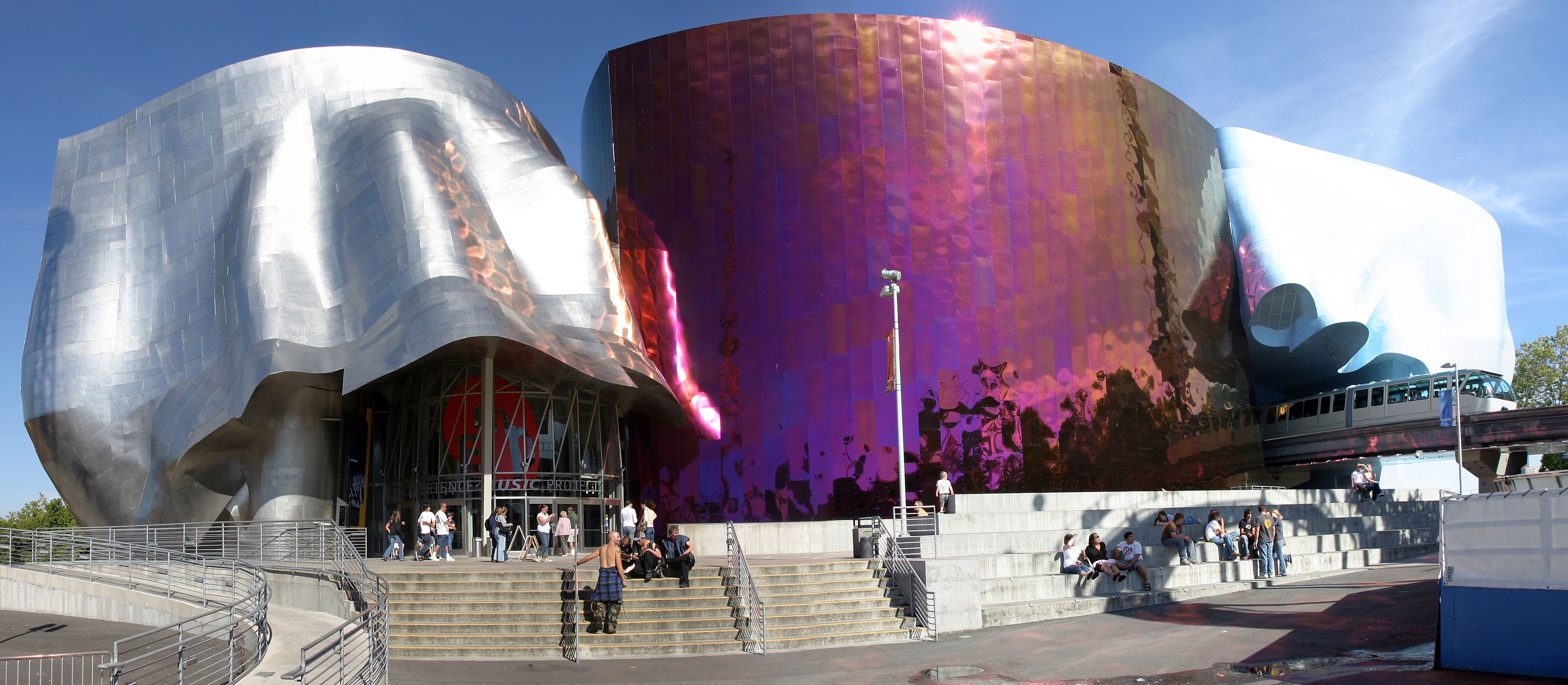
Museum of Pop Culture, Seattle
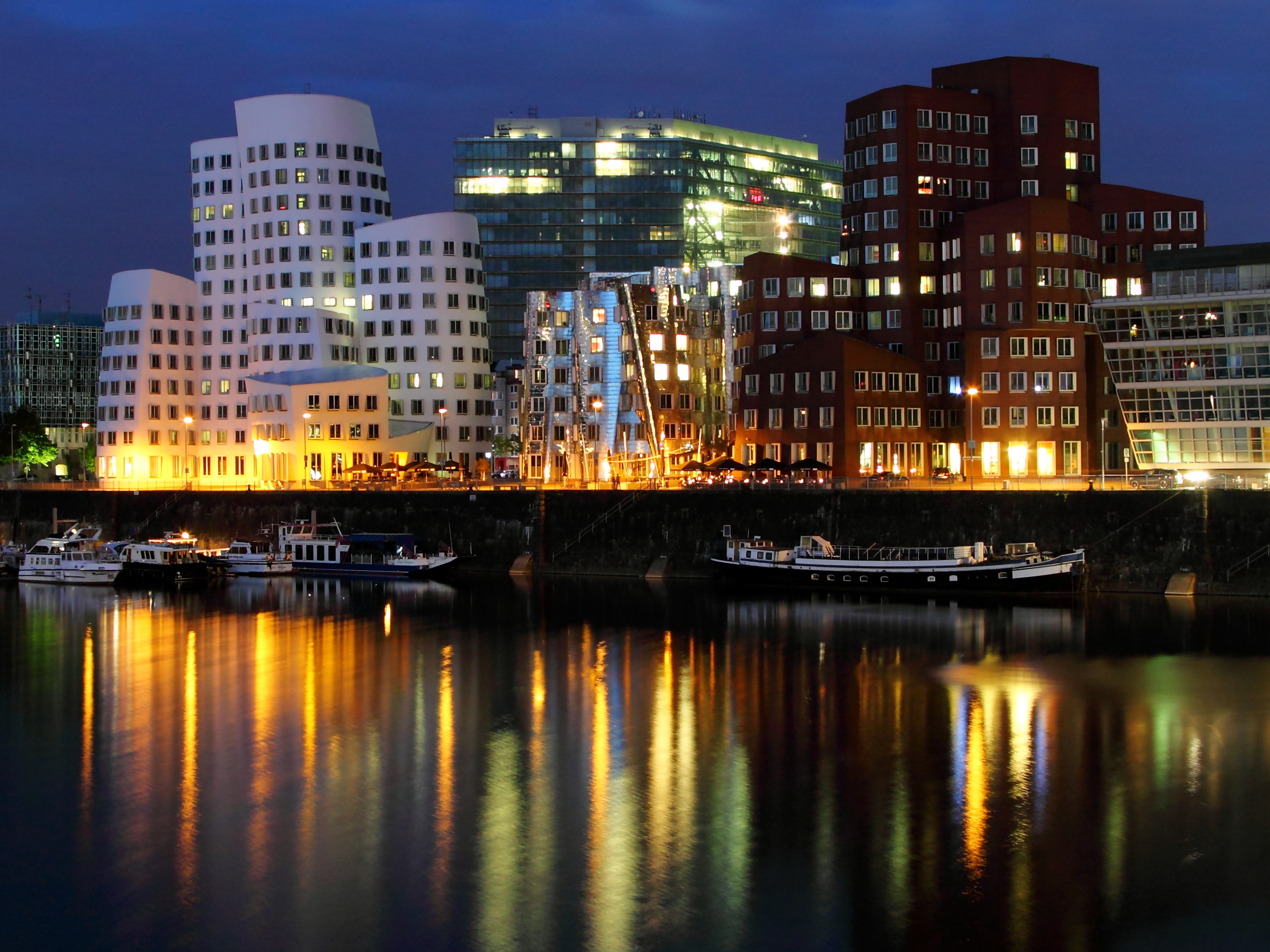
Der Neue Zollhof, Düsseldorf
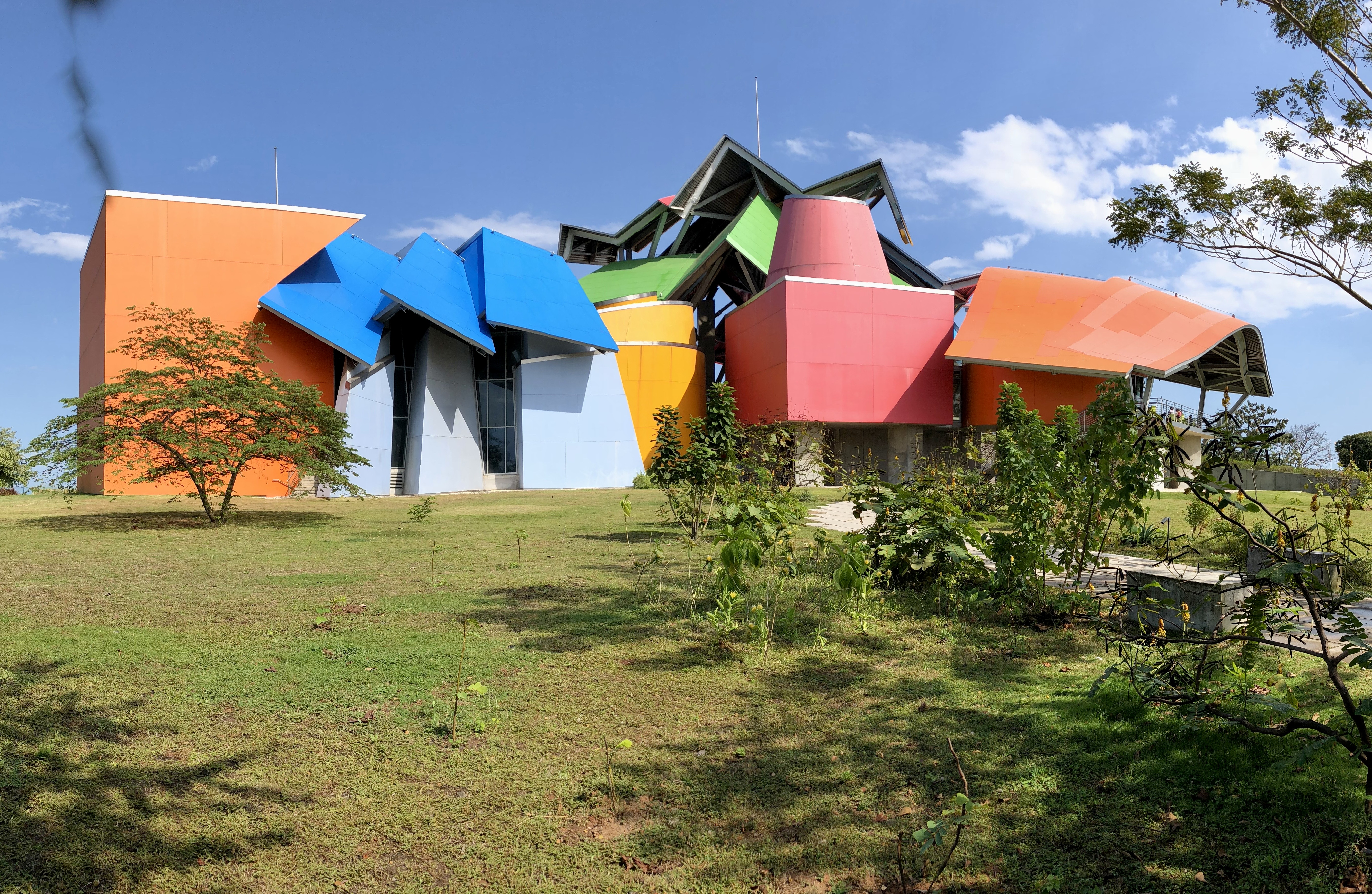
Biomuseo, Panama-Stad